# 线斑黄鳞鲀
線斑黃鳞鲀（学名：Xanthichthys lineopunctatus），又名線紋砲彈、線斑板機魨，为輻鰭魚綱魨形目鱗魨亞目鳞鲀科黃鳞鲀属的鱼类。分布于印度洋毛里求斯到太平洋中部夏威夷群岛等热带海区以及西沙群岛海域等，棲息深度可達50公尺，本魚體呈長橢圓形且側扁，尾柄短，體灰褐色，體側有數條褐色縱紋，背鰭、臀鰭及尾鰭褐色，上下緣橘紅色，背鰭硬棘3枚、背鰭軟條27-30枚、臀鰭軟條25-27枚，體長可達30公分，属于暖水性鱼类，棲息在外海礁石區，可作為食用魚。